# Rübezahl

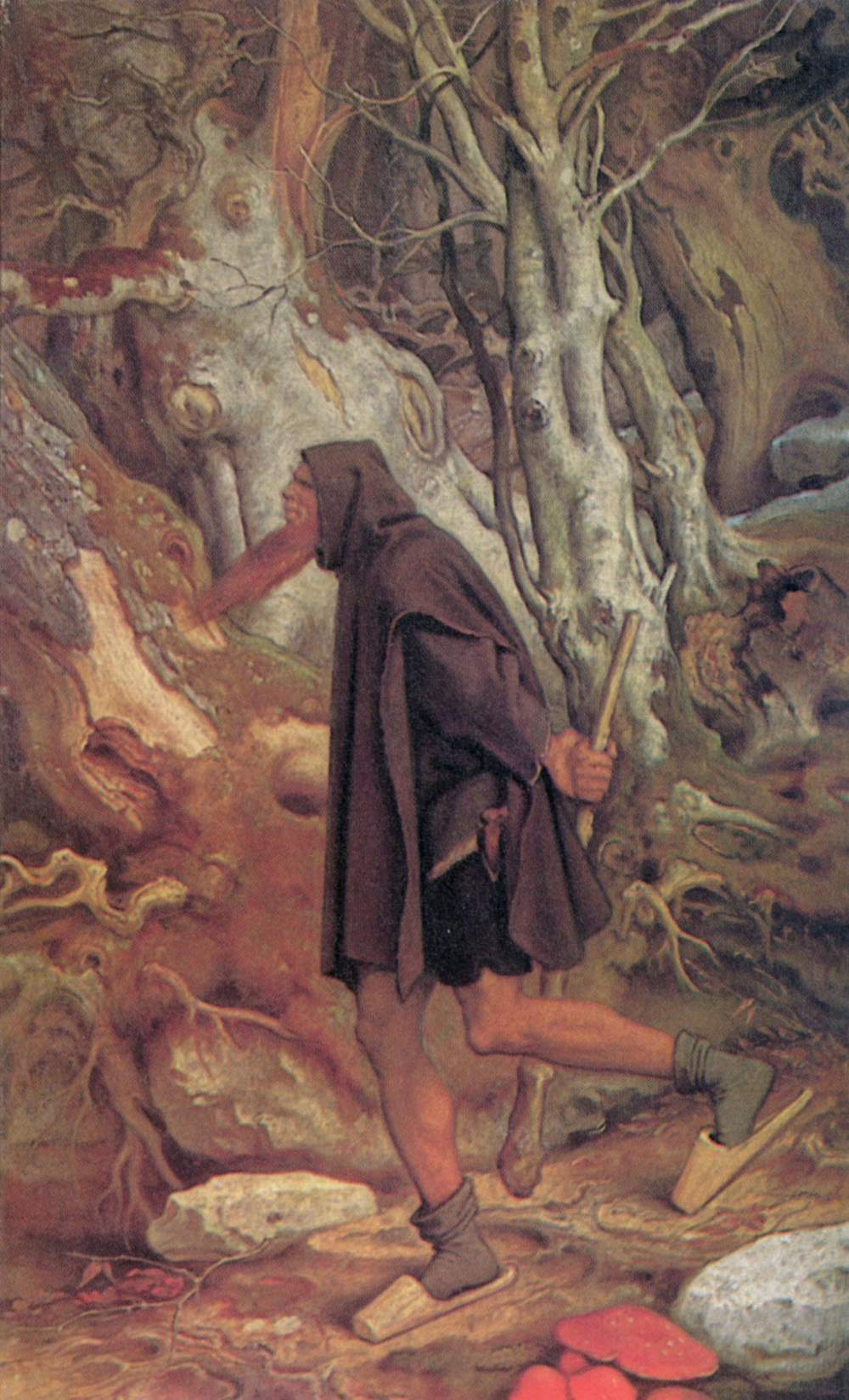
Rübezahl par Moritz von Schwind, 1859.

Rübezahl (en polonais : Liczyrzepa ; en tchèque : Krakonoš) est un être fantastique du folklore allemand. La légende veut que ce géant capricieux vive au cœur des monts des Géants, en Silésie, et puisse prendre des apparences différentes, dont celle d'un moine, d'un mineur, d'un chasseur sauvage ou d'une souche d'arbre. 

## Le personnage légendaire

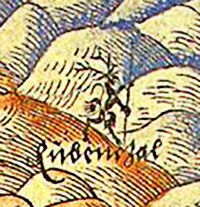
Rübenczal par Martin Helwig, 1561.

Représenté pour la première fois en 1561 sur une carte du géographe Martin Helwig, il n'est pas antérieur au XVe siècle. Sa légende naquit probablement parmi les mineurs immigrants dans la région. 
Son nom véritable serait Seigneur de la montagne ; Rübezahl n'est qu'un sobriquet péjoratif, dont l'étymologie n'est pas claire. Le mot pourrait venir du vieux haut-allemand, du moyen haut-allemand ou du tchèque, et signifierait « tempête sauvage » ou « démon à queue ». Selon le récit de Johann Karl August Musäus (1735-1787), le géant qui a enlevé une princesse, se dit prêt, à sa demande, à compter (en allemand : zählen) tous les raves (Rüben) d'un champ pour obtenir sa main. Alors qu'il compte les raves, elle en profite pour s'échapper et lui donne le surnom moqueur de Rübezahl. Pierre Dubois le traduit par « compteur de navets ».
La légende de Rübezahl faisait l'objet d'une littérature abondante, dont des livres de Carl Hauptmann, d'Otfried Preussler, de Ferdinand Freiligrath et de Robert Reinick. Elle a aussi été mise en scène pour des opéras de Carl Maria von Weber, de Friedrich von Flotow, de Hans Sommer et de Louis Spohr, ainsi que dans une pièce de Wolfgang Menzel. La peinture Rübezahl par Moritz von Schwind (1859) forgea la vision de l'esprit de montagne, popularisée par les illustrations d'Adrian Ludwig Richter. Un film Rübezahl a été réalisé sous la direction de Paul Wegener en 1916, une autre adaptation Rübezahl – Herr der Berge est sortie en 1957.